# Zoom (2006)
Zoom (Zoom (título em Portugal) ou Zoom: Academia de Super-Heróis (título no Brasil)) é um filme de comédia de aventura estadunidense de 2006 baseado no livro infantil Amazing Adventures from Zoom's Academy de Jason Lethcoe. Dirigido por Peter Hewitt, o filme é estrelado por Tim Allen, Courteney Cox, Chevy Chase, Ryan Whitney Newman, Kate Mara, Spencer Breslin, Michael Cassidy, Kevin Zegers, e Rip Torn. Foi escrito por Adam Rifkin e David Berenbaum. Foi lançado nos cinemas em 11 de agosto de 2006 pela Columbia Pictures. O filme recebeu críticas negativas dos críticos, arrecadou US$12.5 milhões com um orçamento de US$75 milhões e foi um fracasso nas bilheterias. Zoom foi nomeado para um Framboesa de Ouro de pior ator para Tim Allen (também indicado para The Santa Clause 3: The Escape Clause e The Shaggy Dog), mas ele perdeu para os irmãos Marlon Wayans e Shawn Wayans para Little Man. Zoom foi lançado em DVD em 13 de fevereiro de 2007 pela Sony Pictures Home Entertainment.

## Sinopse
Conta a história de quatro garotos (Tucker, Summer, Cindy e Dylan) que possuem extraordinários poderes, mas não sabem usá-los corretamente. Têm sido elegidos dentre um grupo de garotos com habilidades, mas o quarteto  vêem seus dons como uma maldição, mais que uma bênção. Estão a ser preparados para uma missão especial que é salvar o planeta, mas eles não querem  fazê-la, só querem ser normais. A única pessoa que pode treinar para esta missão impossível é outro herói inativo, Jack Shepard,  conhecido como Capitão Zoom, que todos pensavam que havia perdido sua super-velocidade, mas só queria um motivo para a usar.
Esses quatro jovens, foram expostos pela Gama-13, só que mais crianças também foram expostas, porém seus poderes foram praticamente inuteis.

## Elenco
- Tim Allen - Jack Shepard / Capitão Zoom
- Courteney Cox - Marsha Holloway
- Chevy Chase - Dr. Grant
- Kevin Zegers - Connor Shepard / Concussão
- Kate Mara - Summer Jones / Maravilha
- Michael Casidy - Dylan West / Houdini
- Spencer Breslin - Tucker Willams / Mega-Boy
- Ryan Whitney Newman - Cindy Collins / Princesa
- Rip Torn - Larraby
- Cornelia Guest - Mãe da Cindy
- Ashton Moio - Halloween Bully
- Hunter Aarniokoski - Príncipe
- Thomas F. Wilson - Professor de Dylan (como Tom Wilson)
- Ridge Canipe - Mean Bully
- Danny McCarthy - Meaner Bully

## Personagens
- Jack Shepard também conhecido como Capitão Zoom e interpretado por Tim Allen, era uma vez um membro de uma equipe de super-heróis conhecida como Equipe Zenith. Depois de uma experiência fracassada com a radiação gama de seu irmão, Concussão, Zoom perdeu seu poder de super velocidade. Mais tarde ele foi localizado pelo governo e utilizado para formar um Super time novo e derrotar seu irmão.
- Dr. Grant interpretado por Chevy Chase, é um cientista na área 52 e constantemente irrita os filhos com a sua atitude séria. Ele é o inventor da Gama 13. Ele diz a Jack como salvar Concussão no final e é aparentemente aceito como membro da equipe. Ele também foi o companheiro da equipe original e desenhou a super roupa que Jack usa no final, durante a batalha com Concussão.
- Marsha Holloway interpretada por Courteney Cox Arquette, é um grande fã de Gibi Zoom e aventuras em quadrinhos dele. Ela está decepcionada com a atitude de Zoom, mas mais tarde, aprendem a conviver, e na verdade eles realmente gostam um do outro depois. Ela revela que ela tem o poder do super sopro em forma de arco-íris.
- Connor Shepard também conhecido como Concussão e interpretado por Kevin Zegers, é o irmão mais velho do Zoom que se transformou pela Gamma 13. Pensaram que ele fora morto, mas acabou por ser preso em outra dimensão. Ele tem o poder de projetar rajadas de força concussivas de suas mãos. Ele é derrotado por Jack e os novos integrantes da Equipe Zenith, e a energia que o transformou em malvado é sugada para fora dele por Jack com um turbilhão de alta velocidade. Ele se vira bem novamente e se junta Equipe Zenith.

Nova Equipe Zenith
- Summer Jones, também conhecida como Maravilha e interpretado por Kate Mara, é uma adolescente que é constantemente é provocada pela líder da classe de sua escola. Ela é uma das crianças escolhidas para a classe de Zoom. Ela tem o poder de telecinese e empatia.
- Cindy Collins, também conhecido como Princesa e interpretada por Ryan Whitney Newman, é a mais nova integrantes da classe escolhida para Zoom. Ela raramente é levada a sério pelo resto do grupo. Ela tem o poder da super-força. Nota-se em cada cena que ela está vestindo uma roupa ou penteado diferente.
- Dylan West, também conhecido como Houdini, é interpretado por Michael Cassidy, é o mais velho dos integrantes da classe escolhida para Zoom, que desenvolve uma paixão por Summer. Ele tem o poder de invisibilidade e clarividência (ela pode ver a localização das pessoas e o que estão fazendo).
- Tucker Williams, também conhecida como Mega-Boy e interpretado por Spencer Breslin, é um menino com sobrepeso que está constantemente chateado sobre sua aparência. Ele é uma das crianças escolhidas para a classe de Zoom. Ele tem o poder de expansão muscular.

Equipe Zenith Original
Eles foram mortos por Concussão depois que ele foi exposto a Gamma 13. Eles eram os membros originais da equipa Zenith e visto brevemente em uma fotografia de grupo visto pelas crianças.
- Ace (Alexis Bledel). Ace é a namorada do Atirador. Ela foi mostrado nos créditos de abertura, e possuir o poder de voar.
- Daravia (Devon Aoki). Nada é dito sobre Daravia para descrevê-la como um personagem, mas é revelado nos créditos de abertura que Daravia é hábil na acrobacia e pode ter o poder de super salto.
- Atirador (Wilmer Valderrama). Atirador teve a clarividência chamado Mind Sight. Ele tinha a super pontaria, daí o nome.
- Zoom (Tim Allen). O personagem principal e protagonista do filme, tem a habilidade de super velocidade. Zoom é o único sobrevivente membro da Equipe Original Zenith.
- Concussão (Kevin Zegers). O irmão de Zoom e co-líder do Equipe Zenith, ele tem a capacidade de produzir explosões de força concussivas através de suas mãos. Concussão depois vira do mal devido a extrema exposição à radiação Gama-13 e é derrotado da Equipe Zenith, deixando apenas seu irmão vivo. Tentativa de seu irmão para derrotá-lo de alguma forma molda-lo em outra dimensão e ele volta sem envelhecer e é derrotado pelo novo Equipe Zenith e voltou às boas com seu irmão.

## Trilha sonora
Embora a trilha sonora do filme não tenha sido lançada, as seguintes músicas foram ouvidas ao longo do filme:
- "So Insane" – Smash Mouth
- "Hang On" – Smash Mouth
- "Everyday Superhero" – Smash Mouth
- "Come On Come On" – Smash Mouth
- "Punk Rock 101" – Bowling for Soup
- "The World is New" – Save Ferris
- "Under Pressure" – Queen e David Bowie, cover por Smash Mouth
- "Superman (It's Not Easy)" – Five for Fighting
- "The Middle" – Jimmy Eat World
- "Hero" – Enrique Iglesias
- "Days Like These" – Smash Mouth
- "The Good, the Bad and the Ugly" – Prague Philharmonic Orchestra
- "If She Knew What She Wants" – The Bangles
- "Big Ups" – Triniti Bhaguandas (as Ms. Triniti)
- "It's On" – Superchick